# Marianne Gravatte
Marianne Gravatte, född 13 december 1959 i Hollywood, Los Angeles, Kalifornien, USA, är en amerikansk fotomodell och skådespelare. Hon utsågs till Playboys Playmate of the Month för oktober 1982 och till Playmate of the Year för 1983.